# Us Mem
Ús Mem (Fries voor onze moeder) is een bronzen beeld van de Nederlandse beeldhouwer Gerhardus Jan Adema (1898-1981). Het staat aan de Harlingersingel in de stad Leeuwarden. 

## Achtergrond

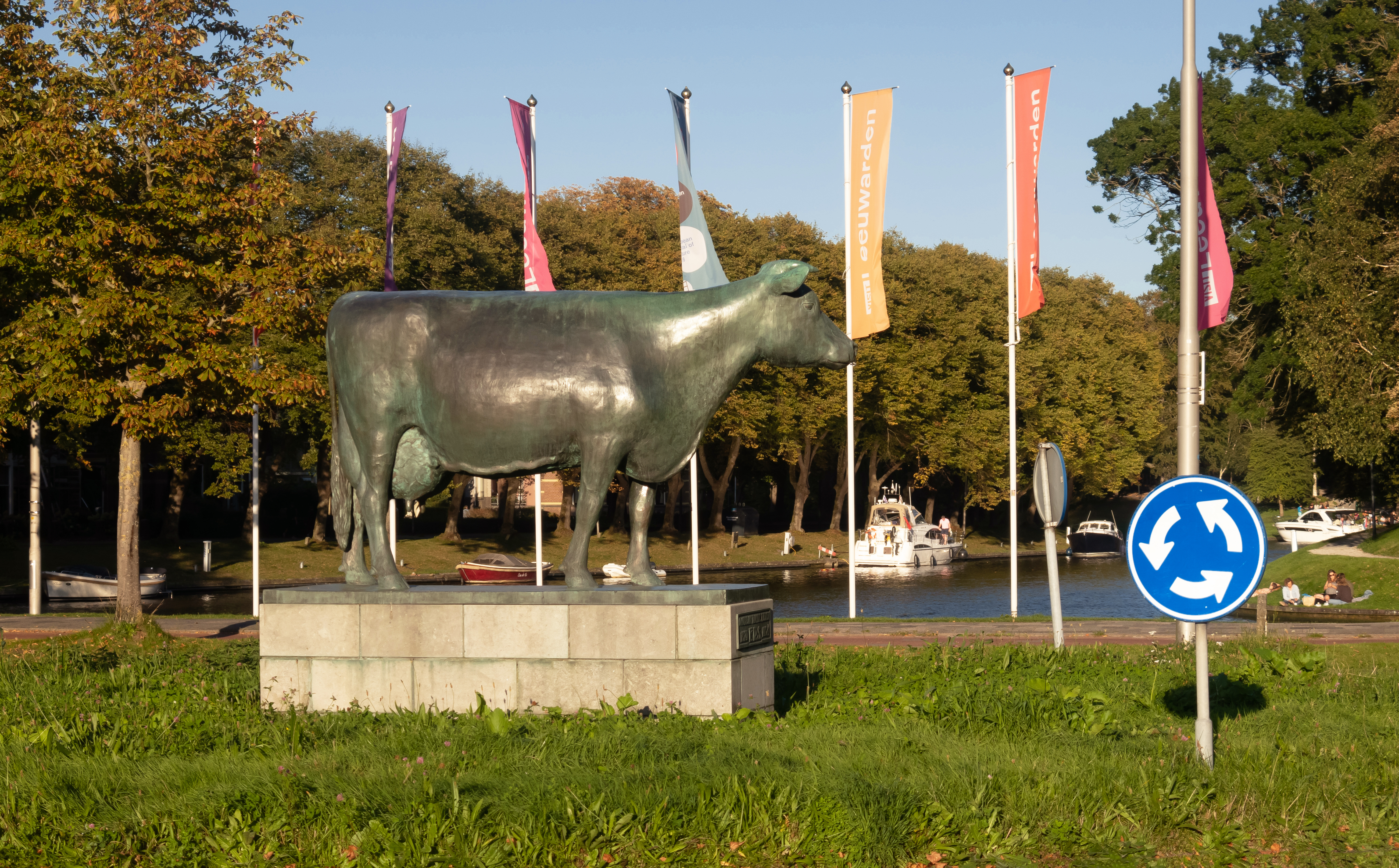
Us Mem van Gerhardus Jan Adema

Het beeld van de zwartbonte koe werd aangeboden door fokkers, leden van het Fries Rundvee Stamboek (FRS), ter gelegenheid van het 75-jarig bestaan van de FRS. Het is een verbeelding van de ideale Friese stamboekkoe. Adema maakte het beeld een kwart groter dan ware grootte. Het werd gegoten bij de gieterij van Binder in Haarlem. 
Het beeld werd aan het FRS overgedragen op 6 september 1954 in aanwezigheid van onder anderen Commissaris van de Koningin Harry Linthorst Homan en burgemeester A.A.M. van der Meulen. De koe werd onthuld door fokker Johannes L. van der Burg, een-na-oudste lid van het FRS. 
In de Leeuwarder Courant ontstond rond de onthulling de discussie of het beeld wel als kunstwerk beschouwd kon worden, het was immers niet meer dan een kopie, de nabootsing van een rund.
Us Mem is niet de officiële titel van het beeld. Deze bijnaam werd al in het jaar van plaatsing genoemd als tegenhanger van Us Heit (bijnaam van de Friese stadhouder Willem Lodewijk van Nassau-Dillenburg), van wie sinds 1906 een standbeeld in Leeuwarden staat. 
De koe was in 1954 geplaatst aan het Zuiderplein, bij het kantoor van het FRS. In 1990 verhuisde het beeld naar de Harlingersingel.
Het beeld was eigendom van de stichting Us Mem. Deze stichting is opgegaan in het Fries Landbouwmuseum.